# Étang As de Pique
Pour les articles homonymes, voir As de pique (homonymie).
L'étang As de Pique est un lac situé sur le territoire de la commune de Capesterre-Belle-Eau en Guadeloupe dans les Antilles françaises. Faisant partie du parc national de la Guadeloupe, il est situé après le Grand Étang par la trace des étangs et est accessible par la route de l'Habituée (D4) menant aux chutes du Carbet.
A 732 m d'altitude, il tient son nom de sa forme particulière. 
La ravine Boudoute s'y jette et la rivière du Bananier y prend sa source.

## Botanique
Il se distingue par la quasi-absence de végétation aquatique. Seules trois espèces ont été observées, le Hydrocotyle umbellata, le Centella erecta et le Eleocharis flavescens.

## Zoologie
L'espèce Scaphiella etang y a été découverte pour la première fois.

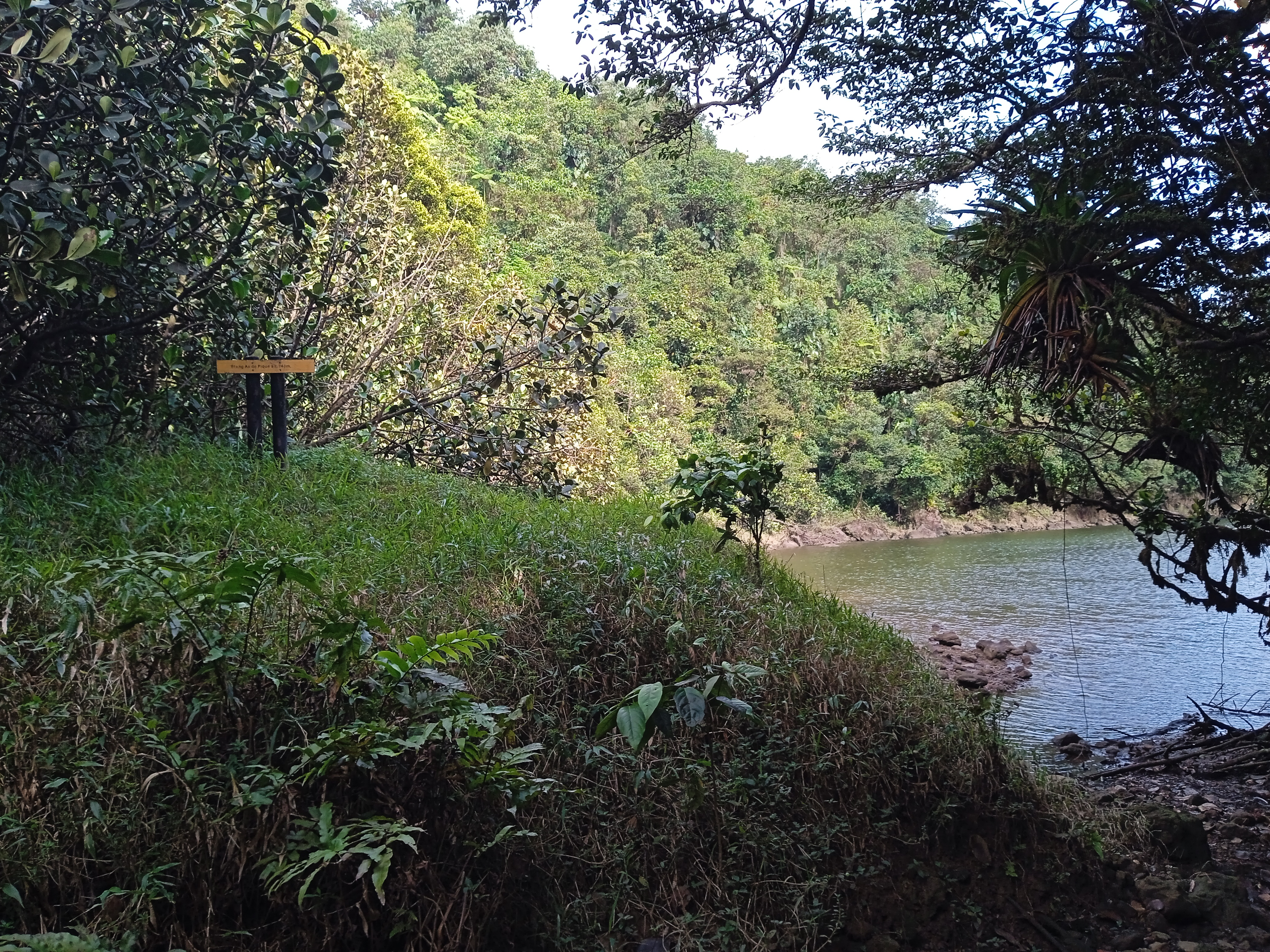
Panneau d'altitude de l'étang As de Pique.
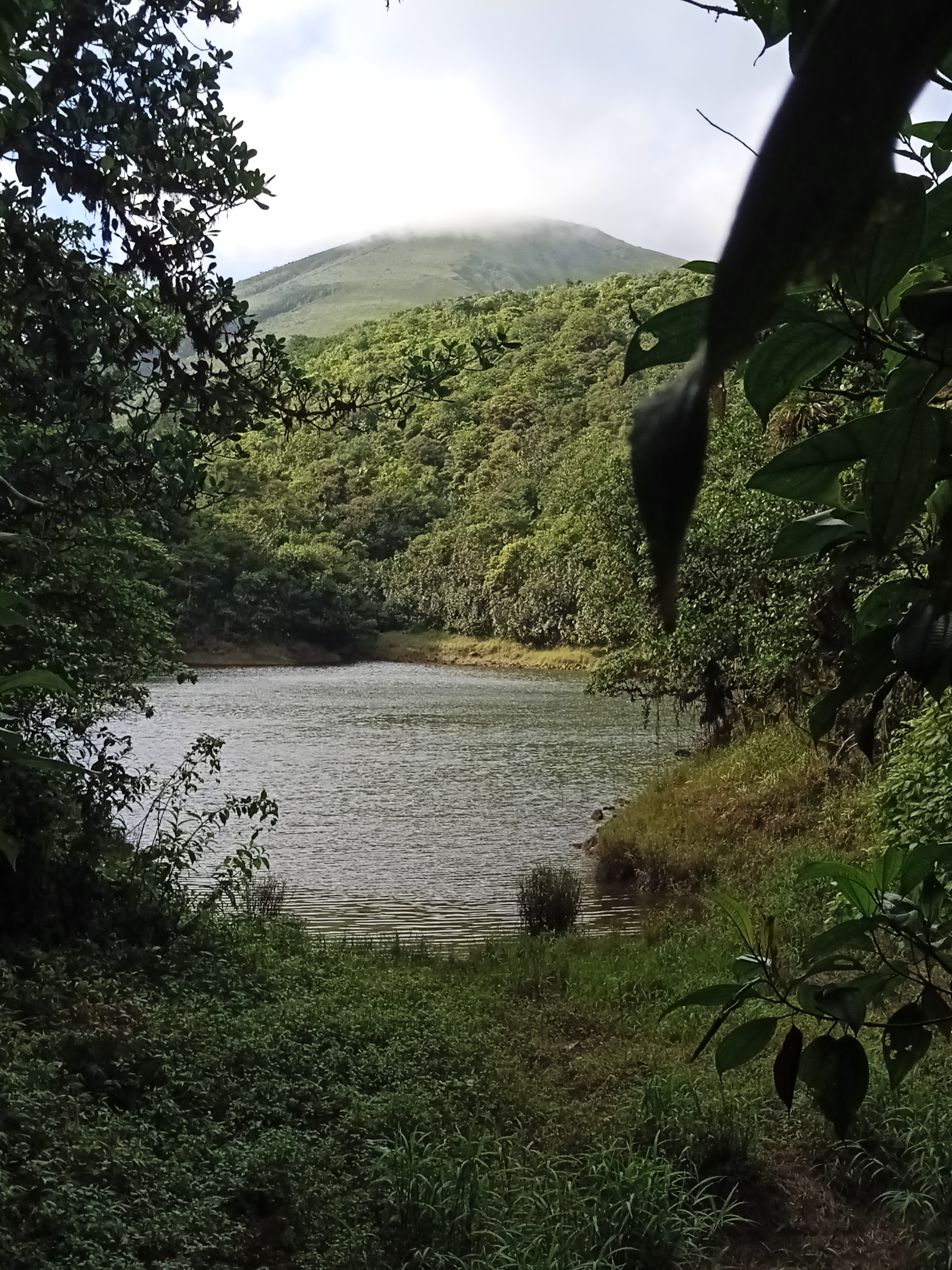
L'étang avec en arrière-fond le volcan de la Citerne.
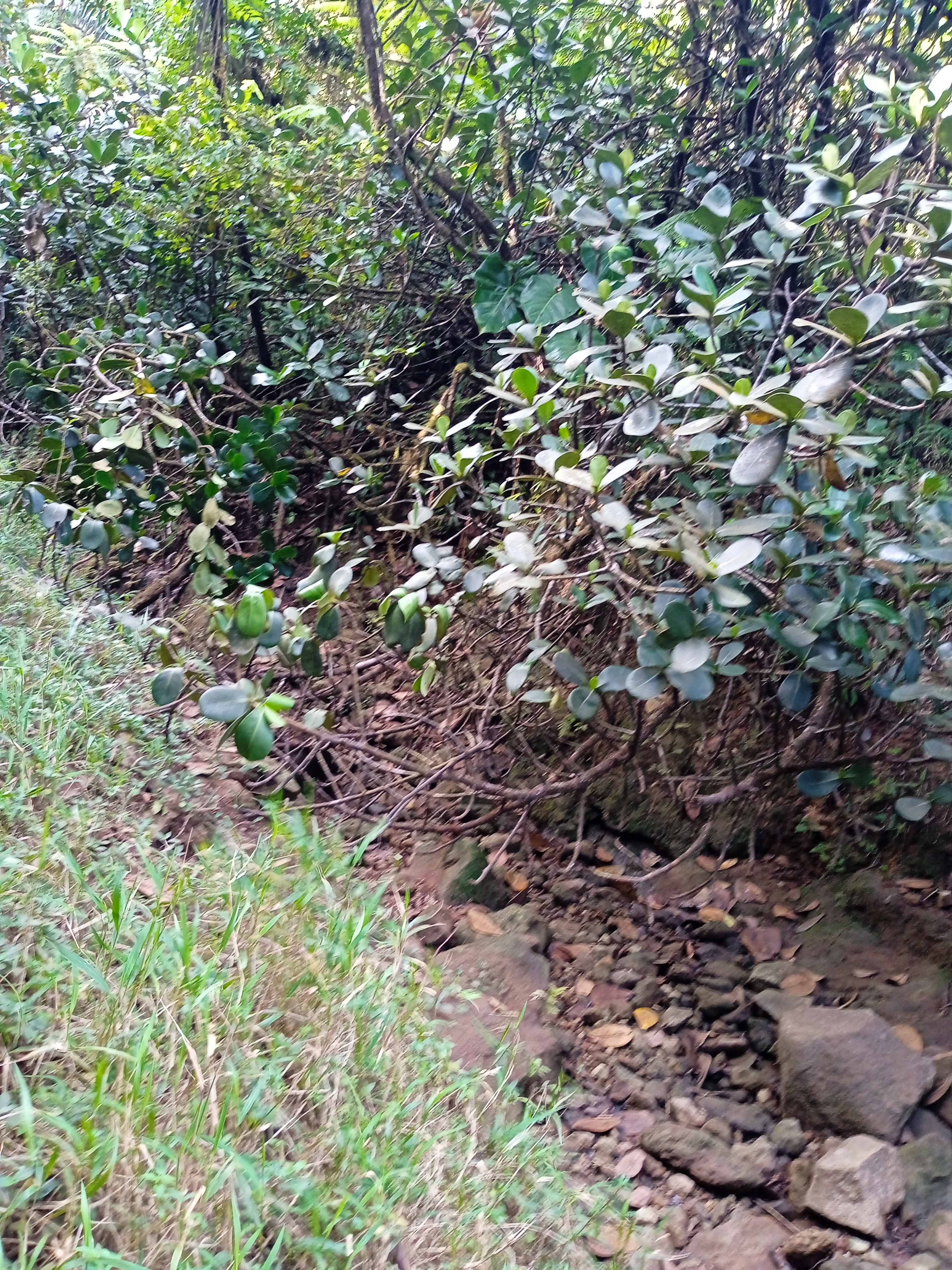
Ravine Boudoute.
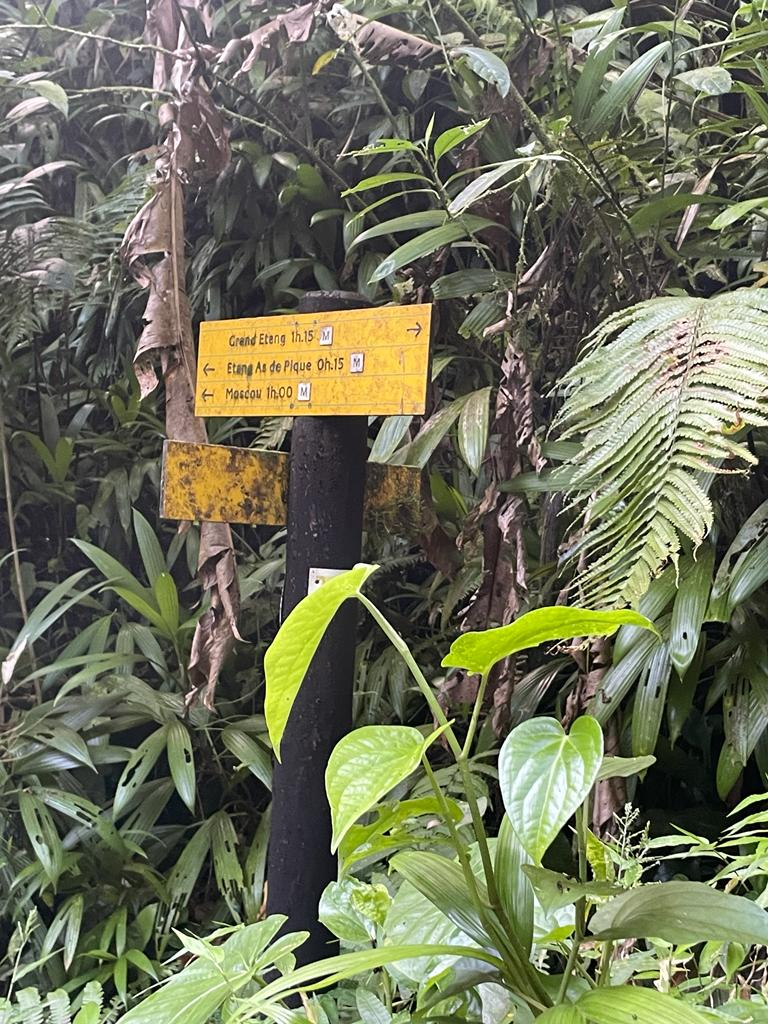
Panneaux de randonnées.
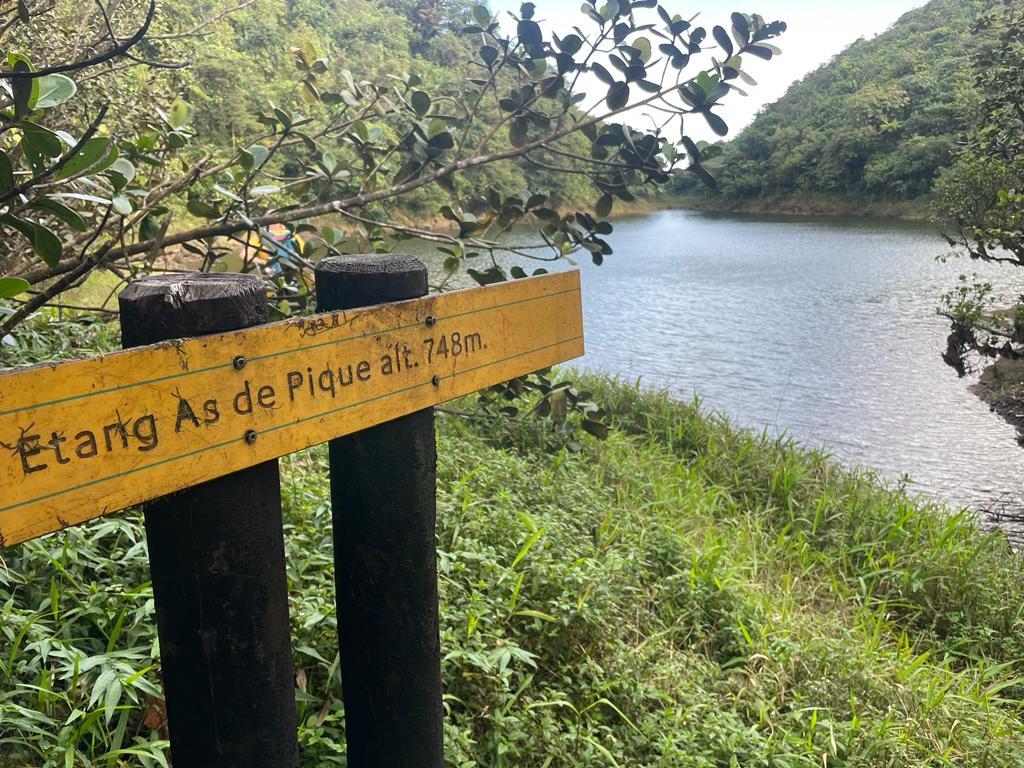
Panneau d'altitude de l'étang As de Pique.